# جولیو دونادیو
جولیو دونادیو (ایتالیایی: Giulio Donadio؛ ۵ ژوئیه ۱۸۸۹ – ۱۵ ژوئن ۱۹۵۱) یک بازیگر، و کارگردان اهل ایتالیا بود.
از فیلم‌ها یا برنامه‌های تلویزیونی که وی در آن نقش داشته‌است، می‌توان به گذرنامه سرخ، نغمه‌های جاویدان، مانون لسکو و کاستا دیوا اشاره کرد.